# Judyta odcinająca głowę Holofernesowi
Judyta odcinająca głowę Holofernesowi – obraz olejny namalowany w latach 1598–1599 przez włoskiego artystę barokowego, Caravaggia. Znajduje się w Galleria Nazionale d’Arte Antica, w Rzymie. Do postaci dziewczyny pozowała ulubiona modelka Caravaggia – kurtyzana Fillide Melandroi, którą można zobaczyć również na dwóch innych obrazach zatytułowanych Święta Katarzyna Aleksandryjska i Nawrócenie Marii Magdaleny. Wykonane w XX wieku zdjęcie rentgenowskie wykazało, iż pierwotnie Judyta miała odkrytą jedną pierś i dopiero w późniejszym czasie malarz domalował półprzezroczystą tkaninę bluzki.

## Opis obrazu
Temat obrazu został zaczerpnięty z biblijnej z Księgi Judyty. Artysta przedstawił Judytę w momencie obcinania głowy asyryjskiemu wodzowi Holofernesowi. Młoda i piękna kobieta zdecydowanie trzyma lewą ręką za włosy leżącego na posłaniu mężczyznę, a prawą zatapia miecz w jego szyi. Jej twarz wyraża determinację i obrzydzenie, widok lejącego się strumienia krwi powoduje, że ciało ma odchylone do tyłu. Zraniony śmiertelnie Holofernes resztką sił unosi się na muskularnych ramionach, jego otwarte usta zdają się krzyczeć. Z prawej strony, z mroku wyłania się sylwetka starej służącej, o karykaturalnej twarzy z wytrzeszczonymi oczyma. W rękach trzyma worek gotowy na przyjęcie odciętej głowy. Kompozycję uzupełnia widoczna u góry czerwona zasłona, bezładnie zarzucona nad łożem mordowanego wodza, jej barwa i ułożenie podkreślają dramatyzm sceny.
Tło obrazu jest ciemne, kompozycja oświetlona jest silnym strumieniem światła z lewej strony, co umożliwiło malarzowi wykorzystanie walorów światłocienia. Kolorystyka obrazu jest ciepła, przeważają odcienie brązu z plamami czerwieni i bieli. Linia perspektywy przebiega na ukos płótna, z lewego dolnego do prawego górnego rogu, co podkreśla dynamikę sceny.

## Interpretacje i odniesienia

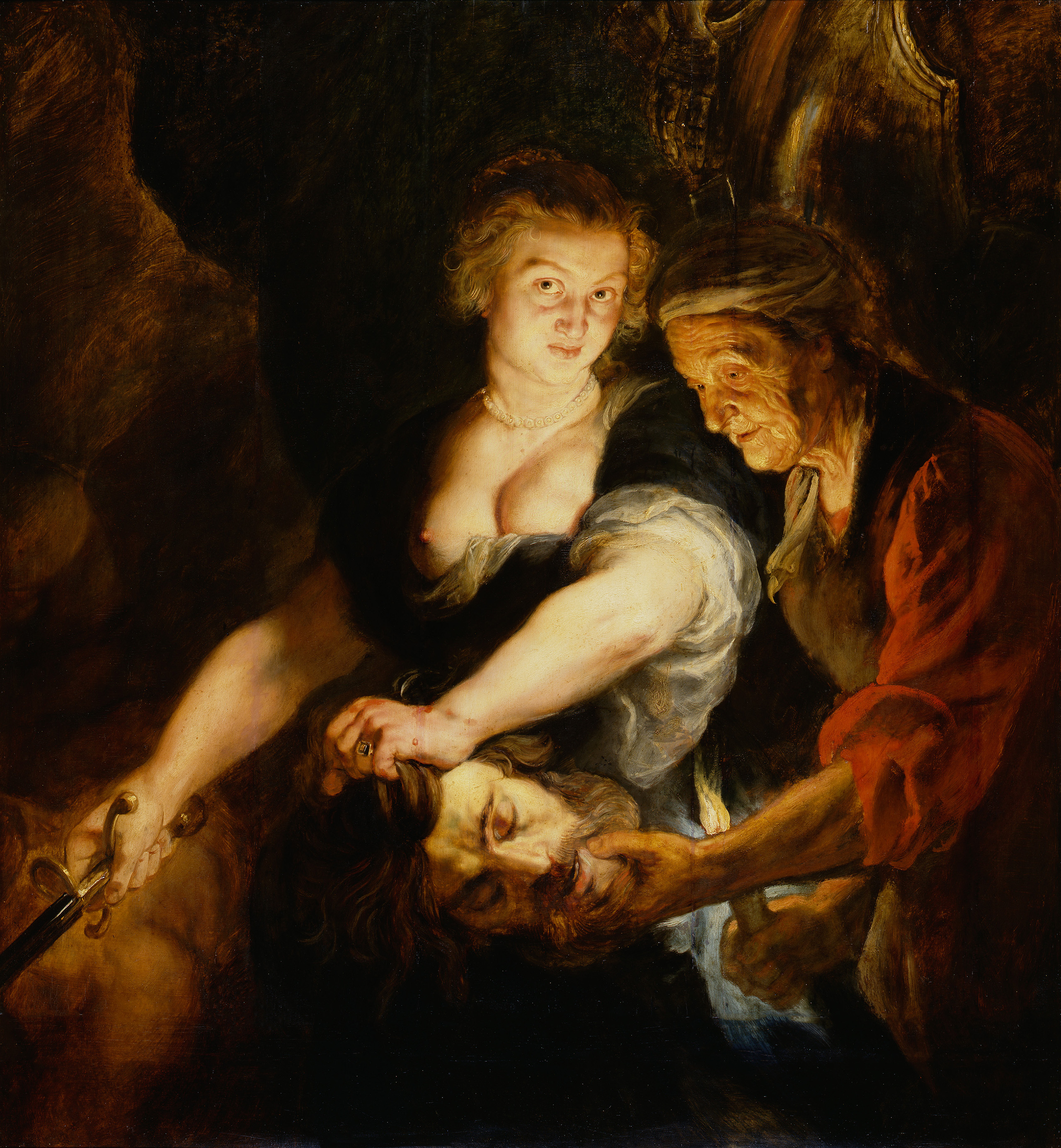
Judyta z głową Holofernesa, Rubens, 1616-1618

Motyw Judyty i Holofernesa był popularny w malarstwie renesansu i baroku. Poruszali go m.in. Artemisia Gentileschi, Andrea Mantegna, Giorgione, Lucas Cranach Starszy, Jacopo Tintoretto i Rubens, a w XX wieku Gustav Klimt i Franz von Stuck.
Symbolikę obrazu Caravaggia najlepiej oddają użyte kolory, biel bluzki Judyty oznacza czystość i szlachetność zamiarów. Natomiast rudawy odcień jej włosów, brązy i żółć jej spódnicy sugerują podstęp i zdradę. Czerwień zasłony nad ciałem Holofernesa to symbol pychy i władzy, atrybutów wodza i żołnierza. Czerń z której wyłania się jego tors zapowiada śmierć, natomiast jaskrawo oświetlona, biała pościel, to zapowiedź zwycięstwa Dobra nad Złem.
Głowa starej służącej o okrutnym wyrazie twarzy była wzorowana na szkicu Leonarda da Vinci pt. Studium głowy, znajdującym się w Pinakotece Ambrosiana. Jej szara szata symbolizuje dyskrecję.
Dysproporcja wielkości postaci – ciało Holofernesa jest wyolbrzymione – oddaje wielkość problemu i ciężar odpowiedzialności jaki spadł na barki Judyty.